# Marcel Conche
Marcel Conche (Altillac, 27 de marzo de 1922-27 de febrero de 2022) fue un filósofo francés, profesor emérito en la Universidad de Sorbona (París).
"Philosophizing ad infinitum" ha sido publicadopor la State University of New York Press, en junio de 2014. Es la traducción de una de sus mayores trabajos: "Philosopher à l'infini", publicado por Presses Universitaires de France, en 2005.